# Omer Englebert
Omer Englebert, né à Ollomont (Belgique) le 31 mars 1893 et décédé à Jérusalem en 1991, est un prêtre catholique belge. Après son ordination sacerdotale il entre chez les Franciscains de Tielt (1926), et repasse dans le clergé diocésain wallon où il devient un militant wallon tout en étant auteur d'ouvrages de vie spirituelle.

## Éléments de biographie
Après des études secondaires au petit séminaire de Bastogne suivi de philosophie et de théologie, Omer Englebert est ordonné prêtre par le Cardinal Mercier, à Bruxelles en 1924. En 1926 il entre chez les  Franciscains de Montignies-sur-Sambre, où est fortement implanté le Broederbond (association de Flamands en Wallonie). Englebert exprime son hostilité et semble soutenu par le Cardinal Mercier.

### Militant et écrivain
Englebert est le beau-frère d’Ivan Paul, directeur du journal La Défense wallonne, organe de l’Assemblée wallonne, et il entre à celle-ci avec la bénédiction du cardinal Mercier. Il y représente l’arrondissement d’Arlon-Marche-Bastogne. Avec cette Assemblée wallonne où Mercier défend les mêmes vues : maintien de la Belgique, reconnaissance, en son sein, de la spécificité de la Wallonie. Il est attaché à une Belgique de langue française et refuse le bilinguisme.
Il entre aussi à La Terre wallonne, la revue d'Élie Baussart, qu'il fonde avec celui-ci. Il tente d'y sensibiliser les catholiques wallons à l’importance de ces questions, notamment démographiques (les Flamands ont toujours été majoritaires en Belgique), ou le danger de la présence du Boerenbond en Wallonie. Il réclame notamment des statistiques adéquates à l'appréhension des réalités wallonnes. Il va collaborer aussi à la Revue catholique des idées et des faits, La réunion des billets  qu'il y publie permet la naissance d'un ouvrage qui lui vaut une renommée littéraire lui permettant d'en vivre La sagesse du Curé Pecquet (1928). Deux autres ouvrages reprendront ce nom dans le titre.
Son œuvre d'écrivain est importante. Il dirigea des collections dans de grandes maisons d'édition françaises et certains de ses livres ont été traduits en anglais, italien, espagnol…

## Ouvrages et distinctions
- 1910 (repris en 1946) : La fleur des saints, Éditions Albin Michel
- 1936 : Vie et conversion d’Ève Lavallière, Paris, Plon, 1936, prix Juteau-Duvigneaux de l’Académie française en 1937.
- 1940 : Le père Damien, apôtre des lépreux, Paris, Plon, 1940, prix Juteau-Duvigneaux de l’Académie française en 1941.